# Anton Heiller
Anton Heiller (Bécs, 1923. szeptember 15. – Bécs, 1979. március 25.) osztrák orgonaművész, csembalóművész, zeneszerző, zenepedagógus és karmester. Művészete elismert egész Európában és az Amerikai Egyesült Államokban.

## Életpályája
Elsőként Wilhelm Mück, a bécsi Stephanskirche orgonistája tanította orgonálni. 1945-től a bécsi Zeneakadémián tanult tovább Bruno Seidlhofer (zongora, orgona, csembaló) és Friedrich Reidinger (zeneelmélet, zeneszerzés) kezei alatt.
1952-ben megnyerte a Haarlemi Improvizációs Orgonaversenyt. Virtuóz előadó volt, különösen Johann Sebastian Bach orgonaműveinek esetében. Előadói körúton járt Európában, Amerikában előadott a Philharmonic Hallban New Yorkban. 1957-től a Bécsi Zeneakadémia tanára, 1971-től professzora volt, jeles tanítványai közé tartozott Monique Gendron, Judy Glass, Yuko Hayashi, Grant Hellmers, Monika Henking, Wolfgang Karius, Jan Kleinbussink, Kovács Endre, Bernard Lagacé, Brett Leighton, Peter Planyavsky, Michael Rádulescu, Christa Rakich, Paula Pugh Romanaux, Christa Rumsey, David Rumsey, David Sanger, Bruce Stevens, Szibilla Urbancic és Jean-Claude Zehnder.

## Díjak, elismerések
- 1942 • Joseph Marx Zenei Díj
- 1963 • Kultúra Díja – Bécs
- 1969 • Nemzeti Zenei Díj – Ausztria
- 1971-ben a Bécsi Zeneakadémia professzorává választották